# Rodrigo Dourado
Rodrigo Dourado Cunha (Pelotas, 17 de junho de 1994) é um futebolista brasileiro que atua como volante. Atualmente joga no Atlético San Luis, do México.

## Carreira

### Início
Levado pelo pai e o irmão mais velho, Rodrigo começou a assistir os jogos de futsal da equipe que a família jogava, em Pelotas. Logo aos 6 anos começou a treinar nas quadras, passando para o futebol no time do Progresso FC. Aos 12 anos de idade foi convidado a realizar testes no Internacional, tendo êxito e passando a integrar desde criança as categorias de base do clube.

### Internacional
Rodrigo passou por todas as categorias na base, sempre mostrando um bom potencial de futebol. O jogador recebeu sua primeira chance no profissional no ano de 2012, numa partida diante do Sport, pelo Campeonato Brasileiro.
No ano de 2015, foi efetivado definitivamente nos profissionais, recebendo bastante chances com o técnico Diego Aguirre. Ganhando sequência, o jogador conseguiu mostrar suas qualidade dentro de campo e uma boa evolução. Assim, Rodrigo Dourado destoou como uma das gratas surpresa no Colorado, juntamente com o lateral-direito William e o meia Valdivia.

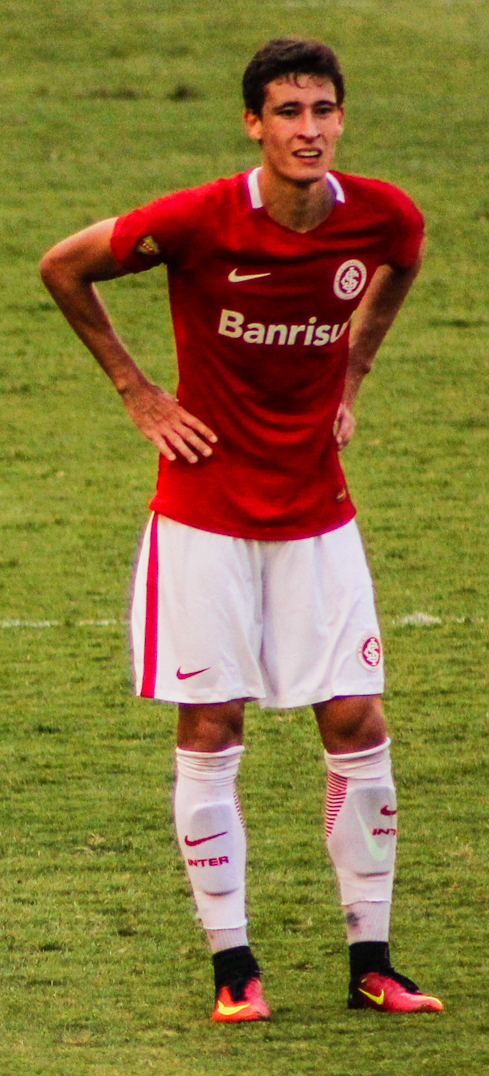
Dourado em 2017.

Em 15 de abril de 2017, marcou o gol da vitória do Internacional sobre o Caxias, pelo Campeonato Gaúcho. O gol veio logo aos 18 minutos do primeiro tempo, Andrés D'Alessandro cobrou escanteio curto e recebeu de volta. Então a bola foi alçada no segundo pau, Nico Lopéz escorou, e a ela ficou viva dentro da área. Léo Ortiz tentou a finalização e Dourado apareceu para encher o pé e marcar.

#### Problemas com lesões e o edema ósseo
Rodrigo Dourado sempre teve um histórico propício à lesões. Ao longo dos anos geralmente ficava longe dos gramados por algum tempo. Porém, nas temporadas de 2018 e 2019 isso começou a ficar mais alarmante. O jogador conviveu com dores no joelho desde o início de 2019. Na primeira partida da Libertadores, contra o Palestino, no Chile, o volante deixou o campo aos 22 minutos do segundo tempo após sofrer uma pancada na região. Dali por diante, teve uma temporada acidentada: entrou em campo apenas 17 vezes — nove no Gauchão, uma no Brasileirão, uma na Copa do Brasil e seis na Libertadores.
No dia 25 de setembro, Dourado ainda convivia com dores e seguia sem previsão de retorno aos gramados. O que o impedia a recuperação completa era a existência de um edema ósseo na região operada em maio — a lesão causava dor e o impossibilita de executar os movimentos necessários em um jogo. A estratégia dos médicos era de realizar tratamento conservador e intensivo para que o edema fosse reduzido e curado o quanto antes, sem a necessidade de uma nova cirurgia.
O tratamento atravessou o fim da temporada. A pressão ficou grande no departamento médico do Inter, e os médicos do clube convocaram uma entrevista coletiva para esclarecer o que acontecia com o jogador. Pouco menos de 15 dias antes do início da temporada, o Colorado divulgou o último boletim médico sobre o jogador — afirmou-se que ele realizava atividades aeróbicas em bicicleta e transport e praticava exercícios na academia, com boa resposta ao esforço — sem qualquer reação da articulação do ponto de vista inflamatório.

### Atletico San Luis
Em junho de 2022 foi vendido pelo clube colorado ao mexicano por US$ 500 mil (cerca de R$ 2,5 milhões pela cotação atual) com 30% dos direitos do jogador permanecendo com o Colorado. O contrato com os mexicanos vai até o meio de 2025.

## Seleção Nacional
Rodrigo Dourado foi jogador da Seleção Brasileira Sub-17 que disputou o Sul-Americano da categoria em 2011, tendo sido campeão. Em 4 de março de 2016, foi convocado pela primeira vez para os amistosos da Seleção Olímpica Sub-23. O volante também foi chamado para disputar as Olimpíadas de 2016, no Rio de Janeiro, tendo conquistado a inédita medalha de ouro na final diante da Alemanha.

### Jogos pela Seleção Brasileira
|    | Data                 | Local                          | Resultado | Adversário | Gol (s) | Competição           |
| -- | -------------------- | ------------------------------ | --------- | ---------- | ------- | -------------------- |
| 1. | 30 de julho de 2016  | Estádio Serra Dourada, Goiânia | 2–0       | Japão      | 0       | Amistoso             |
| 2. | 10 de agosto de 2016 | Arena Fonte Nova, Salvador     | 4–0       | Dinamarca  | 0       | Jogos Olímpicos 2016 |

## Estatísticas
Atualizadas até 15 de fevereiro de 2021
| Clube         | Temporada | Campeonato nacional | Campeonato nacional | Copa nacional | Copa nacional | Competições continentais¹ | Competições continentais¹ | Outros torneios² | Outros torneios² | Total | Total |
| Clube         | Temporada | Jogos               | Gols                | Jogos         | Gols          | Jogos                     | Gols                      | Jogos            | Gols             | Jogos | Gols  |
| ------------- | --------- | ------------------- | ------------------- | ------------- | ------------- | ------------------------- | ------------------------- | ---------------- | ---------------- | ----- | ----- |
| Internacional | 2012      | 1                   | 0                   | —             | —             | —                         | —                         | 1                | 0                | 2     | 0     |
| Internacional | 2013      | —                   | —                   | —             | —             | —                         | —                         | 2                | 0                | 2     | 0     |
| Internacional | 2014      | —                   | —                   | —             | —             | —                         | —                         | 3                | 0                | 3     | 0     |
| Internacional | 2015      | 30                  | 1                   | 4             | 0             | 8                         | 0                         | 12               | 0                | 54    | 1     |
| Internacional | 2016      | 23                  | 0                   | 4             | 0             | —                         | —                         | 12               | 2                | 39    | 2     |
| Internacional | 2017      | 31                  | 0                   | 7             | 1             | —                         | —                         | 17               | 3                | 55    | 4     |
| Internacional | 2018      | 33                  | 1                   | 6             | 0             | —                         | —                         | 8                | 1                | 47    | 2     |
| Internacional | 2019      | 1                   | 0                   | 1             | 0             | 6                         | 0                         | 9                | 0                | 17    | 0     |
| Internacional | 2020      | 17                  | 3                   | 1             | 0             | 2                         | 0                         | —                | —                | 20    | 3     |
| Internacional | Total     | 136                 | 5                   | 23            | 1             | 16                        | 0                         | 64               | 6                | 239   | 12    |
| Total         | Total     | 136                 | 5                   | 23            | 1             | 16                        | 0                         | 64               | 6                | 239   | 12    |

¹Estão incluídos jogos e gols pela Copa Libertadores da América

²Estão incluídos jogos e gols pelo Campeonato Gaúcho e Primeira Liga

## Títulos
Internacional
- Campeonato Gaúcho: 2013, 2014, 2015 e 2016
- Recopa Gaúcha: 2016 e 2017
- Super Copa Gaúcha: 2016

Seleção Brasileira
- Medalha de ouro nos Jogos Olímpicos: 2016
- Campeonato Sul-Americano Sub-17: 2011

### Prêmios Individuais
- Seleção do Campeonato Gaúcho: 2015, 2017 e 2019
- Bola de Prata: 2018
- Prêmio Craque do Brasileirão: 2018
- LIGA MX All-Star: 2024[12]